# Marita Redondo
Pour les articles homonymes, voir Redondo (homonymie).
Marita Redondo (née le 19 février 1956) est une joueuse de tennis américaine, professionnelle dans les années 1970 et jusqu'en 1982.
Elle s'est essentiellement illustrée dans les épreuves de double.

## Palmarès

### Titre en simple dames
| No | Date       | Nom et lieu du tournoi               | Catégorie | Dotation | Surface    | Finaliste   | Score    |          |
| -- | ---------- | ------------------------------------ | --------- | -------- | ---------- | ----------- | -------- | -------- |
| 1  | 02-01-1978 | Avon Futures of San Diego, San Diego | Futures   | 20 000 $ | Dur (int.) | Pat Medrado | 6-2, 6-4 | Parcours |

### Finales en simple dames
| No | Date       | Nom et lieu du tournoi              | Catégorie | Dotation | Surface | Vainqueure    | Score    |          |
| -- | ---------- | ----------------------------------- | --------- | -------- | ------- | ------------- | -------- | -------- |
| 1  | 30-07-1973 | USLTA Atlantic City, Atlantic City  | USTA Tour | NC       | NC      | Chris Evert   | 6-2, 7-5 | Parcours |
| 2  | 20-03-1978 | Avon Futures Championships, Atlanta | Futures   | 35 000 $ | NC      | Julie Anthony | 6-3, 6-3 | Parcours |

### Titres en double dames
| No | Date       | Nom et lieu du tournoi             | Catégorie | Surface         | Partenaire    | Finalistes                 | Score         |          |
| -- | ---------- | ---------------------------------- | --------- | --------------- | ------------- | -------------------------- | ------------- | -------- |
| 1  | 30-07-1973 | USLTA Atlantic City Atlantic City  | USTA Tour | NC              | Chris Evert   | Ilana Kloss Pat Pretorius  | 6-4, 6-4      | Parcours |
| 2  | 22-10-1973 | Dewar Cup of Aberavon Aberavon     | Dewar Cup | Moquette (int.) | Virginia Wade | Julie Heldman Ann Kiyomura | 4-6, 6-3, 7-6 | Parcours |
| 3  | 30-10-1973 | Dewar Cup of Edinburgh Édimbourg   | Dewar Cup | Moquette (int.) | Virginia Wade | Julie Heldman Ann Kiyomura | 6-1, 2-6, 6-4 | Parcours |
| 4  | 06-11-1973 | Dewar Cup of Billingham Billingham | Dewar Cup | Moquette (int.) | Virginia Wade | Glynis Coles Sharon Walsh  | 6-7, 6-3, 6-2 | Parcours |

### Finales en double dames
| No | Date       | Nom et lieu du tournoi                      | Catégorie      | Dotation  | Surface         | Vainqueures                   | Partenaire       | Score         |          |
| -- | ---------- | ------------------------------------------- | -------------- | --------- | --------------- | ----------------------------- | ---------------- | ------------- | -------- |
| 1  | 19-08-1974 | Eastern Mediquik Masters South Orange       |                | 50000 $   | Gazon (ext.)    | Ann Kiyomura Pam Teeguarden   | Kathleen Harter  | 6-2, 6-0      | Parcours |
| 2  | 15-03-1976 | Virginia Slims of Dallas Dallas             |                | 75 000 $  | Moquette (int.) | Mona Guerrant Ann Kiyomura    | Greer Stevens    | 6-3, 4-6, 6-4 | Parcours |
| 3  | 06-02-1978 | Virginia Slims of Seattle Seattle           |                | 100 000 $ | Moquette (int.) | Kerry Reid Wendy Turnbull     | Patricia Bostrom | 6-2, 6-3      | Parcours |
| 4  | 28-03-1979 | WTA-La Costa Tennis Classic Carlsbad        | Colgate Series | 35 000 $  | Dur (ext.)      | Marcie Louie Regina Maršíková | Peanut Louie     | 6-2, 2-6, 6-4 | Parcours |
| 5  | 02-03-1981 | Avon Championships of Los Angeles Inglewood |                | 150 000 $ | Moquette (int.) | Susan Leo Kim Sands           | Peanut Louie     | 6-1, 4-6, 6-1 | Parcours |

### Finale en double mixte
| No | Date       | Nom et lieu du tournoi                    | Catégorie | Surface      | Vainqueures                  | Partenaire   | Score    |          |
| -- | ---------- | ----------------------------------------- | --------- | ------------ | ---------------------------- | ------------ | -------- | -------- |
| 1  | 11-06-1973 | Green Shield Kent Championships Beckenham |           | Gazon (ext.) | Olga Morozova Alex Metreveli | J. Chanfreau | 6-3, 6-1 | Parcours |

## Parcours en Grand Chelem

### En simple dames
| Année | Open d'Australie (janvier) | Open d'Australie (janvier) | Internationaux de France | Internationaux de France | Wimbledon       | Wimbledon       | US Open         | US Open        | Open d'Australie (décembre) | Open d'Australie (décembre) |
| ----- | -------------------------- | -------------------------- | ------------------------ | ------------------------ | --------------- | --------------- | --------------- | -------------- | --------------------------- | --------------------------- |
| 1971  | -                          | -                          | -                        | -                        | -               | -               | 2e tour (1/16)  | Gail Sherriff  | n/a                         | n/a                         |
| 1972  | -                          | -                          | -                        | -                        | -               | -               | 2e tour (1/16)  | Chris Evert    | n/a                         | n/a                         |
| 1973  | -                          | -                          | -                        | -                        | 2e tour (1/32)  | Janet Young     | 2e tour (1/16)  | Chris Evert    | n/a                         | n/a                         |
| 1975  | -                          | -                          | -                        | -                        | -               | -               | 1er tour (1/32) | Betty Stöve    | n/a                         | n/a                         |
| 1976  | -                          | -                          | 3e tour (1/8)            | Virginia Ruzici          | 1er tour (1/64) | Kerry Reid      | 1er tour (1/64) | Mary Hamm      | n/a                         | n/a                         |
| 1977  | -                          | -                          | 1er tour (1/32)          | Katja Ebbinghaus         | -               | -               | -               | -              | -                           | -                           |
| 1978  | n/a                        | n/a                        | -                        | -                        | 3e tour (1/16)  | Ruta Gerulaitis | 4e tour (1/8)   | Wendy Turnbull | -                           | -                           |
| 1979  | n/a                        | n/a                        | 1er tour (1/32)          | Leslie Allen             | 1er tour (1/64) | Chris Evert     | 1er tour (1/64) | Tanya Harford  | -                           | -                           |
| 1980  | n/a                        | n/a                        | 1er tour (1/32)          | Hana Mandlíková          | 2e tour (1/32)  | Andrea Jaeger   | 1er tour (1/64) | Susan Leo      | -                           | -                           |

À droite du résultat, l’ultime adversaire.

### En double dames
| Année | Open d'Australie (janvier) | Open d'Australie (janvier) | Internationaux de France    | Internationaux de France   | Wimbledon                    | Wimbledon                 | US Open                       | US Open                    | Open d'Australie (décembre) | Open d'Australie (décembre) |
| ----- | -------------------------- | -------------------------- | --------------------------- | -------------------------- | ---------------------------- | ------------------------- | ----------------------------- | -------------------------- | --------------------------- | --------------------------- |
| 1971  | -                          | -                          | -                           | -                          | -                            | -                         | 2e tour (1/8) Laurie Tenney   | Gail Sherriff F. Dürr      | n/a                         | n/a                         |
| 1972  | -                          | -                          | -                           | -                          | -                            | -                         | 1er tour (1/16) Laurie Tenney | Chris Evert Jeanne Evert   | n/a                         | n/a                         |
| 1973  | -                          | -                          | -                           | -                          | 3e tour (1/8) Ann Kiyomura   | Rosie Casals B. J. King   | 2e tour (1/8) Ann Kiyomura    | E. Goolagong Janet Young   | n/a                         | n/a                         |
| 1976  | -                          | -                          | 2e tour (1/8) Mehmedbasich  | Glynis Coles F. Mihai      | 2e tour (1/16) C. Sieler     | B. J. King Betty Stöve    | 2e tour (1/16) C. Sieler      | Mona Guerrant Ann Kiyomura | n/a                         | n/a                         |
| 1978  | n/a                        | n/a                        | -                           | -                          | 1er tour (1/32) D. Fromholtz | F. Mihai B. Nagelsen      | 1er tour (1/32) Helen Anliot  | Ilana Kloss Marise Kruger  | -                           | -                           |
| 1979  | n/a                        | n/a                        | 2e tour (1/8) P. Bostrom    | D. Fromholtz Marise Kruger | 1er tour (1/32) P. Bostrom   | Naoko Sato Pam Whytcross  | 1er tour (1/32) Peanut Louie  | Tracy Austin Kathy May     | -                           | -                           |
| 1980  | n/a                        | n/a                        | 1er tour (1/16) Rene Blount | Andrea Jaeger B. Nagelsen  | 1er tour (1/32) Rene Blount  | Penny Johnson S. Margolin | 3e tour (1/8) Peanut Louie    | Rosie Casals W. Turnbull   | -                           | -                           |
| 1981  | n/a                        | n/a                        | -                           | -                          | -                            | -                         | 1er tour (1/32) Peanut Louie  | E. Little Y. Vermaak       | -                           | -                           |

Sous le résultat, la partenaire ; à droite, l’ultime équipe adverse.

### En double mixte
| Année | Open d'Australie (janvier), | Open d'Australie (janvier), | Internationaux de France   | Internationaux de France | Wimbledon | Wimbledon | US Open                      | US Open                 | Open d'Australie (décembre), | Open d'Australie (décembre), |
| ----- | --------------------------- | --------------------------- | -------------------------- | ------------------------ | --------- | --------- | ---------------------------- | ----------------------- | ---------------------------- | ---------------------------- |
| 1972  | n/a                         | n/a                         | -                          | -                        | -         | -         | 1er tour (1/32) J. Chanfreau | Betty Stöve Robert Maud | n/a                          | n/a                          |
| 1973  | n/a                         | n/a                         | -                          | -                        | -         | -         | 2e tour (1/8) J. Chanfreau   | Olga Morozova Ross Case | n/a                          | n/a                          |
| 1976  | n/a                         | n/a                         | 2e tour (1/8) J. Chanfreau | W. Turnbull Colin Dibley | -         | -         | -                            | -                       | n/a                          | n/a                          |
| 1979  | n/a                         | n/a                         | 2e tour (1/8) J. Chanfreau | R. Maršíková Ivan Lendl  | -         | -         | -                            | -                       | n/a                          | n/a                          |

Sous le résultat, le partenaire ; à droite, l’ultime équipe adverse.

## Parcours aux Masters

### En simple dames
| # | Date       | Nom de l'édition                          | ($)     | Surface         | Résultat               | Ultime adversaire   | Score         |          |
| - | ---------- | ----------------------------------------- | ------- | --------------- | ---------------------- | ------------------- | ------------- | -------- |
| 1 | 12/04/1976 | Virginia Slims Championships, Los Angeles | 150 000 | Moquette (int.) | Round Robin (défaite)  | Evonne Goolagong    | 6-4, 5-7, 6-4 | Parcours |
| 1 | 12/04/1976 | Virginia Slims Championships, Los Angeles | 150 000 | Moquette (int.) | Round Robin (défaite)  | Martina Navrátilová | 6-3, 6-3      | Parcours |
| 1 | 12/04/1976 | Virginia Slims Championships, Los Angeles | 150 000 | Moquette (int.) | Round Robin (victoire) | Françoise Dürr      | 6-1, 6-3      | Parcours |

### En double dames
| # | Date       | Nom de l'édition                   | ($)     | Surface         | Résultat      | Partenaire       | Ultimes adversaires          | Score    |          |
| - | ---------- | ---------------------------------- | ------- | --------------- | ------------- | ---------------- | ---------------------------- | -------- | -------- |
| 1 | 03/04/1978 | Bridgestone Doubles Salt Lake City | 100 000 | Moquette (int.) | 1/4 de finale | Patricia Bostrom | Betty Stöve Evonne Goolagong | 6-3, 6-1 | Parcours |